# Image hosting
Image hosting nebo také hosting obrázků je služba pro ukládání obrázků a fotografií na server, který následně tyto obrázky zobrazuje. Po nahrání obrázku na tento server se vygeneruje kód, který uživatelé mohou vložit do svého blogu, na www stránky nebo do fóra. Někteří lidé image hosting používají i v případech, kdy chtějí někomu ukázat obrázek, který mají v počítači, ale nechtějí jej posílat e-mailem. Většina image hostingů je bezplatná, některé vyžadují registraci.
Image hostingy se mezi sebou liší zejména tím, jak velký umožňují nahrát obrázek. Některé také nabízejí další možnosti, jako například přejmenování obrázku nebo změnu velikosti. Tato funkce se hodí zejména pro vytváření ikon do různých diskuzních fór. Na velké části image hostingů zůstávají obrázky napořád, v jiných případech se po nějaké době mažou.  